# Annals of the American Thoracic Society
Annals of the American Thoracic Society, in precedenza Proceedings of the American Thoracic Society, è una rivista scientifica della American Thoracic Society (ATS). Pubblica studi clinici o epidemiologici originali nel campo della pneumologia, rianimazione, e medicina del sonno. Nota informalmente come White Journal, Annals of the American Thoracic Society è una delle quattro riviste edite dalla American Thoracic Society, insieme all'American Journal of Respiratory and Critical Care Medicine (Blue Journal), American Journal of Respiratory Cell and Molecular Biology (Red Journal), e ad ATS Scholar.

## Contenuto
Annals of the American Thoracic Society è una rivista scientifica peer-review che si occupa di pubblicare studi clinici e scientifici originali nell'ambito della pneumologia, della pneumologia pediatrica, della medicina del sonno, come pure nel campo della rianimazione, che abbiano un riscontro nella pratica clinica, nella formazione continua degli specialisti e nel progresso della sanità pubblica. Le pubblicazioni presenti nella rivista includono progetti di ricerca originali, brevi comunicazioni, peer review, opinioni e rapporti del National Institutes of Health statunitense, con un'attenzione particolare sulla pratica clinica.
A partire dal 2013, la rivista si occupa di pubblicare un podcast mensile dove i clinici e gli autori degli articoli di Annals of the American Thoracic Society discutono una serie di argomenti inerenti alla pneumologia, alla rianimazione e alla medicina del sonno, al fine di presentare gli ultimi aggiornamenti in materia di ricerca a un pubblico più ampio.
L'impact factor della rivista è pari a 8.785 a giugno 2022. A partire dal 2020, ha un tasso di pubblicazione del 19% sul totale degli studi scientifici originali sottomessi.

## Storia
La rivista è stata fondata nel 2004 col nome di Proceedings of the American Thoracic Society, ed ha ricevuto la sua denominazione attuale nel 2013. Il caporedattore è stato Alan R. Leff (Università di Chicago), a cui è succeduto nel 2012 John Hansen-Flaschen (Università della Pennsylvania). David Lederer (Università della Columbia) è diventato il terzo caporedattore ad aprile 2017. Colin Cooke (Università del Michigan) ha assunto il ruolo di caporedattore ad interim a giugno 2019, e il 22 gennaio 2020 è stato nominato caporedattore con un mandato quinquennale. la rivista è pubblicata sia online che in formato cartaceo. 

## Indicizzazioni
La rivista è indicizzata su MEDLINE, Index Medicus/PubMed, Chemical Abstracts, Web of Science, ed Emerging Sources Citation Index.